# 捲菸統稅處
捲菸統稅處為1929年設立之中國政府機構，隸屬於中華民國國民政府財政部，該處前身為1927年之「煤油特稅處」、1928年的「捲菸煤油稅處」。

## 簡介
統稅首見於1904年。清朝末年連年戰爭，國庫空虛，為了充裕國庫特地新增的新型貨物稅，謂之統稅。該賦稅為課徵於特定貨品的貨物商品稅。1927年，國民政府成立之後，延續其政策，並設置煤油特稅處作為課徵機關。1928年12月，《國民政府財政部組織法》修正，行政院財政部設關務署、鹽務署、總務司、賦稅司、公債司、錢幣司、國庫司、會計司、菸酒稅處、印花稅處及捲菸煤油稅處。1929年5月9日，因應煤油稅改歸海關徵收，捲菸煤油稅處改名為捲菸統稅處，仍隸屬於行政院財政部。該處將捲菸、麥粉、棉紗、火柴、水泥五種貨物做為主要貨物課徵對象，課徵稅率則從2.5%－80%不等。
1936年7月14日，財政部稅務署成立，捲菸統稅處業務併入稅務署（今財政部賦稅署），而該處予以裁撤。